# Claes Thegerström
Claes Thegerström, född 1947, är en svensk ingenjör och före detta företagsledare.
Thegerström började 1974 som ung civilingenjör på Studsviks kärnforskningscentrum, och blev 1982 ansvarig för SKB:s (Svensk Kärnbränslehantering) internationella samarbeten. 1986-1991 arbetade han för OECD/NEA:s Radioactive Waste Protection and Management division. Sedan 1992 har han haft olika ledande roller på SKB och var slutligen VD 2003-2012. Sedan 1998 utnämnd av franska nationalförsamlingen som medlem av den franska Cne, Commission National d'evaluation. Sedan 2014 styrelseledamot av RWM, Radioactive Waste Management Ltd i Storbritannien.

## Utmärkelser
- 2011 - invald i Kungliga Ingenjörsvetenskapsakademien
- 2015 - WMS Lifetime Achievement Award, med motivering om "utmärkt teknisk kompetens, men också hans insatser för att skapa förståelse bland allmänheten för vikten av en långsiktig lösning för högaktivt kärnavfall" [2]